# Саундтрек Grand Theft Auto: Vice City
Саундтрек до відеогри Grand Theft Auto: Vice City включає списки композицій дев'яти радіостанцій, що звучать в автомобілях, мотоциклах, човнах, літаках та вертольотах, на теренах віртуального простору Vice City. Звуковим наповненням радіоефіру служить суміш музики, балачок діджея та пародійної реклами. За кожною з радіостанцій закріплений свій напрям музики, покликаний відобразити та передати дух епохи 80-х років.
Представлений окремим виданням у вигляді бокс-сету під назвою «Grand Theft Auto: Vice City Official Soundtrack Box Set», до складу якого увійшли сім окремих компакт-дисків. При чому, європейське видання, на відміну від американського, містить кілька додаткових композицій.

## Музичні радіостанції

### Emotion 98.3
DJ: Фернандо Мартінез (Fernando Martinez)

Жанр: рок, рок-балада, пауер-балада

Трекліст:
- Foreigner — «Waiting for a Girl Like You»
- Kate Bush — «Wow»
- Squeeze — «Tempted»
- REO Speedwagon — «Keep On Loving You»
- Cutting Crew — «(I Just) Died In Your Arms»
- Roxy Music — «More Than This»
- Toto — «Africa»
- Mr. Mister — «Broken Wings»
- John Waite — «Missing You»
- Jan Hammer — «Crockett's Theme»
- Night Ranger — «Sister Christian»
- Luther Vandross — «Never Too Much»

Резюме: чільним ведучим радіостанції є Фернандо Мартінез (озвучує актор Френк Чавес). Музичне наповнення радіостанції включає композиції в музичному стилі рок, переважно пауер-балади.
Мартінес — стереотипний латиноамериканський коханець з оксамитовим голосом — заявляє, що володіє даром сватання. А його нестандартна зовнішність відіграє велику роль при спілкуванні з жінками. Ця фраза контрастує зі сказаним в шоу Chatterbox в Grand Theft Auto III визнанням, що він фальшивий латиноамериканець і родом з півночі Ліберті-Сіті.
У Grand Theft Auto: San Andreas у своєму «Шоу Самотніх Сердець» на WCTR Фернандо зізнається, що зрештою був вигнаний з Vice City; в Grand Theft Auto III Фернандо стає сутенером.

### Wave 103
DJ: Адам Фірст (Adam First)

Жанр: нова хвиля, синті-поп, танцювальна музика, поп-рок

Трек-ліст:
- Frankie Goes to Hollywood — «Two Tribes»
- Sigue Sigue Sputnik — «Love Missile F1-11»
- Gary Numan — «Cars»
- The Human League — «(Keep Feeling) Fascination»
- Blondie — «Atomic»
- Nena — «99 Luftballons»
- Kim Wilde — «Kids in America»
- Tears for Fears — «Pale Shelter»
- Corey Hart — «Sunglasses at Night»
- ABC — «Poison Arrow»
- A Flock of Seagulls — «I Ran (So Far Away)»
- The Psychedelic Furs — «Love My Way»
- Animotion — «Obsession»
- Spandau Ballet — «Gold»
- Thomas Dolby — «Hyperactive!»
- Romeo Void — «Never Say Never»

### Fever 105
DJ: Олівер Бісквіт (Ледікілер) (Oliver Biscuit (Ladykiller))

Жанр: диско, соул, бугі, R&B

Трек-ліст:
- The Whispers — «And the Beat Goes On»
- Fat Larry's Band — «Act Like You Know»
- Oliver Cheatham — «Get Down Saturday Night»
- Pointer Sisters — «Automatic»
- René & Angela — «I'll Be Good»
- Mary Jane Girls — «All Night Long»
- Rick James — «Ghetto Life»
- Michael Jackson — «Wanna Be Startin' Somethin'»
- Evelyn King — «Shame»
- Teena Marie — «Behind the Groove»
- James Mtume — «Juicy Fruit»
- Kool & the Gang — «Summer Madness»
- Indeep — «Last Night a DJ Saved My Life»

### Flash FM
DJ: Тоні (Toni)

Жанр: поп, рок

Трек-ліст
- Hall & Oates — «Out of Touch»
- Wang Chung;— «Dance Hall Days»
- Tres Apenas como eso — «Yo Te Miré»
- Майкл Джексон — «Billie Jean»
- Лора Бреніген — «Self Control»
- Go West — «Call Me»
- INXS — «Kiss the Dirt (Falling Down the Mountain)»
- Браян Адамс — «Run to You»
- Electric Light Orchestra — «Four Little Diamonds»
- Yes — «Owner of a Lonely Heart»
- The Buggles — «Video Killed the Radio Star»
- Aneka — «Japanese Boy»
- Talk Talk — «Life's What You Make It»
- The Outfield — «Your Love»
- Джо Джексон — «Steppin' Out»
- The Fixx — «One Thing Leads to Another»

### Radio Espantoso
DJ: Пепе (Pepe)

Жанр: Латін-джаз, сальса

Трек-ліст:
1. Cachao — «A Gozar Con Mi Combo»
2. Alpha Banditos — «The Bull is Wrong»
3. Tres Apenas como eso — «Yo Te Miré»
4. Eumir Deodato — «Latin Flute»
5. Mongo Santamaría — «Mama Papa Tu»
6. Mongo Santamaría — «Me and You Baby (Picao y Tostao)»
7. Machito and his Afro-Cubans — «Mambo Mucho Mambo»
8. Unaesta — «La Vida es Una Lenteja»
9. Lonnie Liston Smith — «Expansions»
10. Irakere — «Anunga Nunga»
11. Eumir Deodato — «Super Strut»
12. Xavier Cugat and his Orchestra — «Jamay»
13. Benny Moré — «Maracaibo Oriental»
14. Tito Puente — «Mambo Gozón»

### V-Rock
DJ: Лазло

Жанр: Хеві-метал, хард-рок, Треш-метал, Глем-рок

Трек-ліст:
1. Twisted Sister — «I Wanna Rock»
2. Mötley Crüe — «Too Young to Fall in Love»
3. Quiet Riot — «Cum on Feel the Noize»
4. The Cult — «She Sells Sanctuary»
5. Ozzy Osbourne — «Bark at the Moon»
6. Love Fist — «Dangerous Bastard» Fictional artist. Song written by Allan Walker.
7. Iron Maiden — «2 Minutes to Midnight»
8. Loverboy — «Working for the Weekend»
9. Alcatrazz — «God Blessed Video»
10. Tesla — «Cumin' Atcha Live»
11. Autograph — «Turn Up the Radio»
12. Megadeth — «Peace Sells»
13. Anthrax — «Madhouse»
14. Slayer — «Raining Blood»
15. Judas Priest — «You've Got Another Thing Comin'»
16. Love Fist — «Fist Fury»
17. David Lee Roth — «Yankee Rose»

### Wildstyle Pirate Radio
DJ: М-р Меджик (Mr. Magic)

Жанр: хіп-хоп, електронна музика

Трек-ліст:
1. Trouble Funk — «Pump Me Up»
2. Davy DMX — «One for the Treble»
3. Cybotron — «Clear»
4. Hashim — «Al-Naafiysh (The Soul)»
5. Herbie Hancock — «Rockit»
6. Afrika Bambaataa and the Soulsonic Force — «Looking for the Perfect Beat»
7. 2 Live Crew — «Get It Girl»
8. Run-D.M.C. — «Rock Box»
9. Mantronix — «Bassline»
10. Tyrone Brunson — «The Smurf»
11. Whodini — «Magic's Wand»
12. Zapp and Roger — «More Bounce to the Ounce»
13. Grandmaster Flash and the Furious Five — «The Message»
14. Kurtis Blow — «The Breaks»
15. Man Parrish — «Hip Hop, Be Bop (Don't Stop)»

## «Розмовні» радіостанції

### K-Chat
Радіостанція на якій ведуться бесіди між зірками та знаменитостями, очолювана Емі Шекенхаузен (озвучує Лейна Вебер).
Емі — легковажна дівчина з бадьорим голосом, котра захлинаючись від захоплення може розмовляти зі знаменитостями, в той же час ігноруючи теми, котрі вважає нудними. Упродовж інтерв'ю може читати книжку й забутися про рекламу в ефірі.

#### Інтерв'ю
В ефірі K-Chat транслюються інтерв'ю з місцевими та національними знаменитостями, включаючи можливість слухачів долучитися до обговорення. Протягом гри Емі бере інтерв'ю у семи учасників, серед яких:
1. Джезз Торрент, учасник вигаданого гурту «Кулак Любові».
2. Мікаела Карападіс (озвучує Мері Бердсонґ), професор та екзальтована феміністка, розповідає про нещадавно опубліковану роботу, в якій описує свій таємний досвід вивчення чоловічої психіки: вона переодягалася в чоловічий одяг, щоб відповідати чоловікам і вивчати їх менталітет. Згодом, була ображена дозвонювачем в ефірі, котрий висловив думку що її робота — абсолютний нонсенс і повна нісенітниця.
3. Пет Фланнерді, на прізвисько Містер Зоопарк. Він є своєрідним втіленням Стіва Ірвіна, з його безмежною любов'ю до тварин. Згодом, він був вилучений зі студії лікарем, після того як стає зрозуміло що він душевнохворий.
4. Джетсемані Стархоук Мунмейкер, послідовниця течії нью-ейдж. Під час інтерв'ю дозвонювач непристойно коментує Джетсемані й просить її про покарання у БДСМ стилі.
5. Бі Джей Сміт (озвучує Лоуренс Тэйлор), легендарний американський футболіст. У грі Томмі Версетті може купити магазин потриманих автомобілів Сміта. Також, Сміт з'являється на інших радіостанціях, рекламуючи свій магазин потриманих автомобілів та курси фітнесу «BJ's Fit For Football».
6. Клод Мажино, класичний актор, який соромиться свого нещодавнього повороту в кар'єрі: успішного прослуховування на роль батька у вигаданому ситкомі «Тільки п'ять із нас», зі смішним сюжетом типу плутанини в агентстві з усиновленням та за участю трьох кумедних гостей в будинку. Ця комедія та танцювальна вистава «In future, there will be robots», котре не здобула особливого успіху серед глядацької аудиторії — обидві рекламуються також і на інших радіостанціях.
7. Тор, скандинавський бог (або його перевтілення, або просто імітатор — в грі не пояснюється). Упродовж ефірного часу рекламує та продає свої відеоплівки із серії «допоможи собі сам», які дають дуже давні (найчастіше з застосуванням насильства) поради стосовно звичайних особистих проблем, на кшталт обезголовлювання подруги й нахромлення її голови на палицю з подальшою демонстрацією як освідченням в коханні. Він критично налаштований по відношенню до жінок, судячи з його реплік: «Іди та живи в димоході, ти, троль!» або «Розпусна Емі», причому він, як відомо, від себе «говорять» в третій особі. У Тора є фан-клуб у місті, його послідовники називають себе «Криваві», протягом інтерв'ю вони запрошують його грабувати з ними.